# Опрталь
Опрталь (хорв. Oprtalj) — невелике місто, розташоване в центрі Істрійського півострова в Хорватії.

## Історія
Історія цього міста йде своїм корінням у часи Стародавнього Риму, коли на місці міста розташовувалося військове містечко римської армії. У Середні віки перші згадки про Опрталь датуються першими роками дванадцятого століття. У той час це був феодальний і ремісницький центр, що розташовувався в стінах міста-фортеці. 1209 Опрталь перейшов до Аквілейської патріархії.
1490 місто захопили венеційці. Оскільки Опрталь 300 років (до 1789 р.) належав Венеційській республіці, у ньому залишилися численні сліди перебування венеційців у вигляді прекрасних пам'яток архітектури. Потім місто на нетривалий час переходило від французів і австрійців до італійців і хорватів, поки, зрештою, після закінчення Другої Світової Війни воно не залишилося в складі Югославії.
На рубежі XIX та XX століть настав період бурхливого розвитку Опрталя і його околиць. У цей час тут почали активно виробляти і продавати вина, оливкову олію, мед і вирощувати білі трюфелі. А відкритий поруч із містом медичний центр на джерелі сірчаних мінеральних вод тільки збільшив потік туристів.

## Населення
Населення громади за даними перепису 2011 року становило 850 осіб. Населення самого поселення становило 79 осіб.
Динаміка чисельності населення громади:
Динаміка чисельності населення центру громади:

## Населені пункти
Крім поселення Опрталь, до громади також входять: 
- Бенцани
- Чепич
- Голубичі
- Градинє
- Іпші
- Країчі
- Ливаде
- Піреличі
- Света Луція
- Светий Іван
- Шорги
- Вижинтини
- Вижинтини Врхи
- Зрень
- Жнідаричі

## Клімат
Середня річна температура становить 11,98 °C, середня максимальна – 25,30 °C, а середня мінімальна — –1,88 °C. Середня річна кількість опадів — 1205 мм.
| Клімат поселення                              | Клімат поселення | Клімат поселення | Клімат поселення | Клімат поселення | Клімат поселення | Клімат поселення | Клімат поселення | Клімат поселення | Клімат поселення | Клімат поселення | Клімат поселення | Клімат поселення | Клімат поселення |
| Показник                                      | Січ.             | Лют.             | Бер.             | Квіт.            | Трав.            | Черв.            | Лип.             | Серп.            | Вер.             | Жовт.            | Лист.            | Груд.            |                  |
| Середній максимум, °C                         | 9,14             | 9,68             | 12,60            | 16,16            | 20,77            | 24,53            | 25,30            | 25,06            | 20,65            | 16,26            | 11,36            | 8,46             |                  |
| Середня температура, °C                       | 3,64             | 4,17             | 7,07             | 10,64            | 15,27            | 19,01            | 21,42            | 21,22            | 16,79            | 12,41            | 7,52             | 4,62             |                  |
| Середній мінімум, °C                          | −1,88            | −1,34            | 1,57             | 5,14             | 9,75             | 13,50            | 17,60            | 17,36            | 12,96            | 8,58             | 3,68             | 0,76             |                  |
| Норма опадів, мм                              | 87               | 68               | 89               | 101              | 95               | 107              | 74               | 101              | 106              | 130              | 135              | 112              |                  |
| Середньомісячна швидкість вітру, м/с          | 1.96             | 2.24             | 2.36             | 2.40             | 2.17             | 2.08             | 2.02             | 1.98             | 1.96             | 2.16             | 2.17             | 2.10             |                  |
| Середньомісячна сонячна радіація, кДж/м²·день | 4476             | 7432             | 10603            | 14903            | 18905            | 20707            | 21644            | 18517            | 13859            | 8940             | 4894             | 3763             |                  |
| --------------------------------------------- | ---------------- | ---------------- | ---------------- | ---------------- | ---------------- | ---------------- | ---------------- | ---------------- | ---------------- | ---------------- | ---------------- | ---------------- | ---------------- |
| Джерело:                                      |                  |                  |                  |                  |                  |                  |                  |                  |                  |                  |                  |                  |                  |

## Пам'ятки
Серед головних визначних пам'яток міста: секція «міських воріт» Опрталя, яка була зведена в 1756 році, а також Венеційські лоджії, зведення яких відноситься до 1797 року.
У місті багато соборів і церков. Головним собором міста є Собор Святого Юрія (хорв. Sveti Juraj), будівництво якого датується 1526 роком; екстер'єр та інтер'єр собору протягом століть свого існування постійно оновлювалися, починаючи з першої масштабної реставрації, проведеної в 1774 році. У внутрішніх приміщеннях собору розміщені унікальні древні реліквії і картини XVI—XVII ст. школи Карпаччо.
У братській церкві Святої Марії художник Клерігін із Копера у 1471 р. розписав арку і стіну сценами з життя Святої Діви Марії в стилі ренесанс. У церкві Святого Леонарда (хорв. Sveti Leonard) знаходиться пала (жертовник) Жоржа Вентура із Задара (XVII ст.). У XVI ст. Антоніо ді Падва намалював зображення святих у церкві Святого Рока (хорв. Sveti Rok). Тут же, по сусідству, знаходиться романська церква Святої Олени (хорв. Sveta Helena) (1 км на південь від Опрталя, по дорозі до Мотовуна).
Між Опрталем і Мотовуном розташований лісовий масив-заповідник «Мотовунський ліс» — єдиний заплавний ліс Середземномор'я, що залишився недоторканим.